# Bob Evans
Robert Neville Anthony "Bob" Evans, född 11 juni 1947 i Waddington i England, är en brittisk racerförare.

## F1-karriär
| Säsong | Stall/Tillverkare             | Poäng | Placering |
| ------ | ----------------------------- | ----- | --------- |
| 1975   | BRM                           | 0     | –         |
| 1976   | Lotus-Ford RAM (Brabham-Ford) | 0     | –         |